# Mawayana
Mawayana (Mawaiâna, Mauaiana; Indijanci Žabe; Frog Indians).- pleme američkih Indijanaca nekada nastanjeno u područjima brazilskih država Pará i Amazonas. Jezično ovo pleme pripada porodici Arawaka ali danas žive zajedno s plemenom Wai-Wai u Gvajani.

## Ime i porijeklo
Ime Indijanaca Mawayana, kako nam tumači Nicholas Guppy potječe od jezika mawayan, koja označava žabu gatalinku, poznatu u tim krajevima kao adaba. Ova malena životinja čest je gost u mitovima tamošnjih plemena, a i nalazimo je i kod osobnih muških imena Mawayana Indijanaca. Guppy upoznaje jednog Mawayanca koji živi među Wai-Waima čije je ime Mawasha. Ovim su krajevima putovali rani putnici Farabee (1913.) koji upoznaje Indijance Mapidian ali i Schomburgk, još ranije (1843.),  koji u istom području spominje pleme Maopytian. Do Maopytianaca Schomburgka su odveli Barokoto Indijanci i nazivali su ih 'Indijancima Žabama'. Opisao ih je kao ljude s pljosnatom glavom i duguljasta lica, koščati. Pleme je obitavalo negdje uz rijeku Alto-Trombetas. Sela Maopityana malena su, što je tipično za tamošnje Arawake, koje se sastoje od jedne do dvije velike kuće koje ovog putnika podsjećaju na pčelinjake. Sljedeći putnik koji je susreo Maopytian Indijance bio je Barrington Brown, koji je vidio trojicu pripadnika u posjeti plemenu Taruma. Ovaj susret je dosta značajan, jer je ovdje saznao da je pljosnati oblik glave dobiven na umjetni način, što Schomburgk nije uspio dokučiti. Ovaj običaj prakticirao se nad još malenom djecom, dok su im kosti glave bile mekane. Odmah nakon rođenja s obje strane glave stavljali bi djetetu dva komada drveta, zatim bi to sve čvrsto povezali. Rastom kostiju glava bi postajala pljosnata sa strane i rasla prema tjemenu. Otuda duguljasti oblik glave ovih Indijanaca i neobična udaljenost od uha do uha. Od svojih informanata iz plemena Mawayana Guppy je saznao samo da im je riječ 'maopytia' nepoznata.  Guppy zbog njihovog nepoznavanje ove riječi iz jezika wapisiana zaključuje da su Maopytianci nestali. Otkrićem značenja imena Mawayanca Mawashe koji je živio među Wai-Waima, i čije je pleme obitavalo u Brazilu krenuo je u potragu za njima, i našao ih. Danas se vode pod imenom Mawayana ili Mapidian a 64 ih je popisano 1986. (po SIL-u)  bilingualni su u wai-wai jeziku. Popisi Joshua Projecta prema UN Country Population (2005.) navode 300 Mawayanaca nastanjenih u Brazilu. Na brazilskoj listi plemena posebno se navode imena Maopitian (Mawakwa, Mawákua, Mapidian, Mapidians, Maopityan) i Mawayana (Mauaiana).

## Život i običaji
Opis izvornog života Mawayana ostavio nam je u svom uzbudljivom putopisu 'Wai-Wai' Nicholas Guppy. Lov, ribolov, sakupljanje i uzgoj povrća svakodnevni su poslovi koji se odvijaju u ovoj zajednici. Muškarci se preko dana bave lovom ili ribolovom, izrađivanjem lukova i strelica, ili odlaze u lov, ili naprosto leže u svojim visećim ležaljkama i odmaraju se. Žene uvijek imaju više domaćinskih poslova, one odlaze u polja i beru povrće, pripremaju hranu, čiste ili izrađuju lončarsku robu. Pred svojom djecom ovi ljudi ništa ne kriju, tako da još u ranoj dobi ulaze pripremljeni u život, bez ikakvog stida uobičajenog u civiliziranom društvu. Već nakon puberteta djevojčice i dječaci dobivaju upute koje će im biti potrebne i uče se podnošenju bolova i trpljenju drugih neugodnosti. Djevojčice ostaju u roditeljskom domu, dok dječaci odlaze poglavici gdje uživaju veću slobodu. Njima je naročito važno da se nauče služiti lukom i strijelom kako bi bili sposobni uzdržavati sebe i obitelj.
Sela ovih Indijanaca puna su raznih životinja koja slobodno tumaraju selom. Uz majmune i druge životinje ima raznih ptica, tukana i papiga, koje kad im je potreba očerupaju do gola zbog perja za izradu ukrasa. Životinje koje Indijanci trpe u selu, same se hrane, a bez rezerve, i one posluže kao hrana ili ih jednostavno drže kao ljubimce. Autor uz ostale navodi tapire, pjegave pake, bizamske svinje i drugo.
Kasava je glavna sirovina ovih Indijanaca za izradu brašna iz kojih peku pljosnate lepinje. Da bi se iscijedila cijanovodična kiselina, potrebno je naribati u vlažno brašno, pa se to upakira u pletene duguljaste košare oblika tube koje vise s krovne grede kuće. Ove tube na kraju imaju ručku kojom se uz pomoć neke poluge izduljuju cijevi i ižmiče se otrovni sok (cassarep). Ovaj smrtonosni sok se kasnije prokuhava, on tada služi kao začin koji štiti od kvarenja. Sva indijanska plemena troske kišne šume poznaju ovaj postupak uz možda neke neprimjetne razlike.
Kuće Mawayana, sela Shiuru-tirir, u kojemu je Guppy bio, su velike i kolektivne u kojima živi nekoliko obitelji, okrugle su a krov čini niski plitki čunj kao na kuli-šeširu u Kineza. Ognjišta su u kućama postrance, a po Guppyju nije bilo središnje rupe za izlaz dima. Selo obično ima još jednu kuću, možda za goste, te više zaklona za košare i vrčeve.

## Vanjske poveznice
- History of the Republic of Guyana ;
- The Mawayana An Arawakan people in Suriname[neaktivna poveznica]